# Уезд
Уезд (на руски: уе́зд) е бивша административна единица в Русия и Съветския съюз. На територията на Малорусия и Конгресна Полша е познат като повят.
В средновековието уездът е територия от земеделски земи. Наименованието произхожда от законния обезд за установяване на границите. За първи път се споменава през XII век.
Като административна единица включва град с прилежащите му волости (селски общини). Управлява се от княжески наместник, а по-късно – от войвода, изпълняващ военни, административни и съдебни функции. През XVI – XVII век са обединени в по-крупни единици, наречени разряди, заменени от губернии в началото на XVIII век.
Уездът е административна, съдебна и фискална единица в Руската империя. Административен център на уезда е уездният град, казашка станица или форпост. Повечето уезди се делят на волости, а от 1889 г. – на земски участъци (земства), начело със земски началник. Полицейско-административната власт в уезда се осъществява от уезден войвода, а после – от окръжен (уезден) началник, уезден изправник, уезден управител.
Остават и в Съветска Русия и в други съветски републики (често с преводни наименования) до административната реформа в СССР през 1920-те години. Тогава са заменени от по-големите окръзи (обединени в области, разделени на райони).